# Jerzy Gruza
Jerzy Gruza, ps. „Paweł Binke” (ur. 4 kwietnia 1932 w Warszawie, zm. 16 lutego 2020 w Pruszkowie) – polski reżyser i scenarzysta, okazjonalnie aktor filmowy. Twórca wielu programów i widowisk telewizyjnych.

## Życiorys

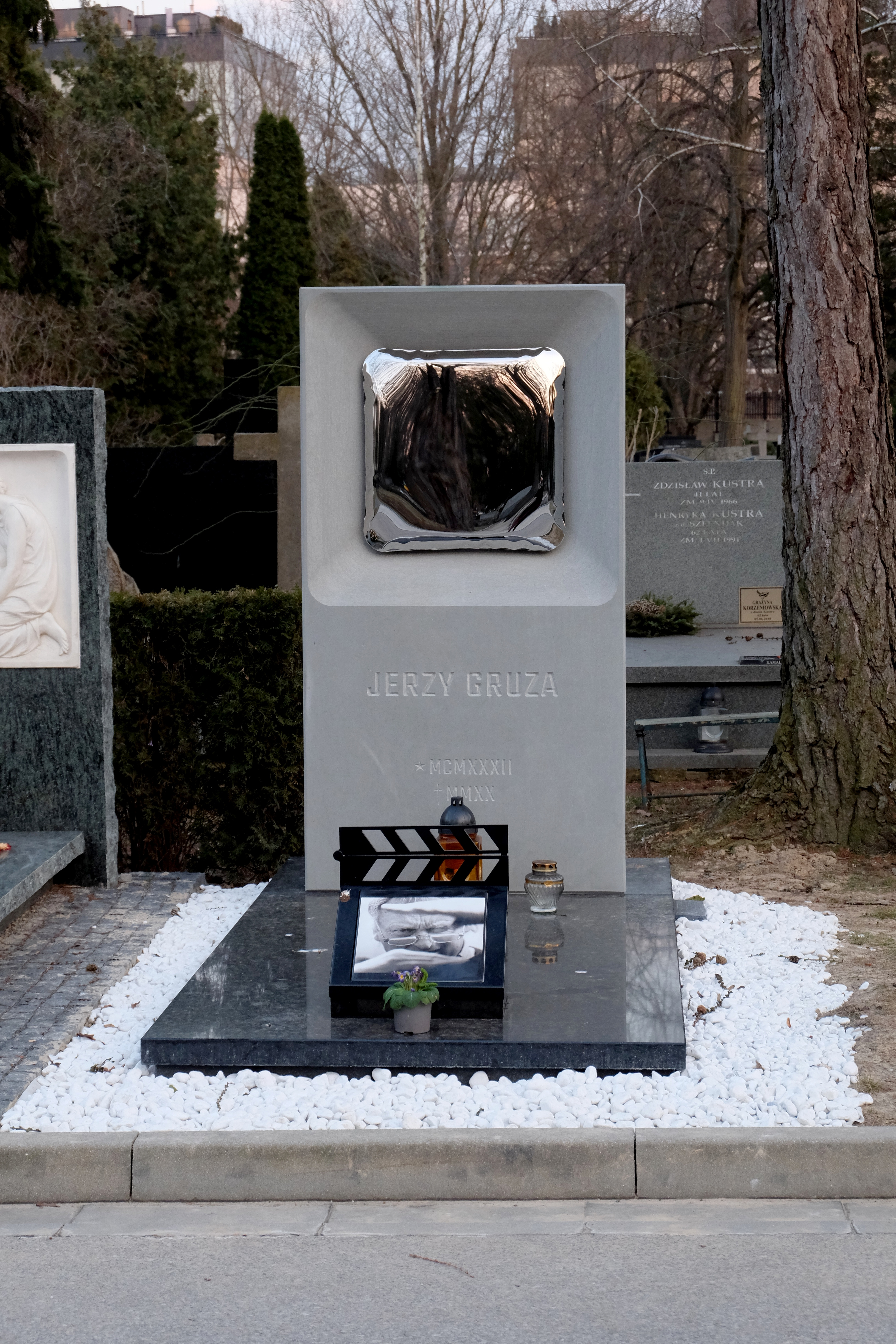
Grób Jerzego Gruzy na Cmentarzu Wojskowym na Powązkach w Warszawie (autor nagrobka: architekt Tomasz Skorupa "Kontrastowo")

Absolwent Wydziału Reżyserii PWSF w Łodzi (1956). Na początku swojej kariery współpracował w TVP z Bogumiłem Kobielą i Jackiem Fedorowiczem (programy Poznajmy się, Małżeństwo doskonałe, Kariera, Runda). Wyreżyserował wiele przedstawień Teatru Telewizji, m.in. „Grona gniewu” Johna Steinbecka (1957), „Szkołę wdów” Jeana Cocteau, monodram „Sammy” ze Zbigniewem Cybulskim (1962), „Mieszczanin szlachcicem” Moliera (w 1969 ostatnią rolę zagrał tu Bogumił Kobiela).
Był reżyserem popularnych seriali: Wojna domowa (1965–1966), Czterdziestolatek (1974–1977), Pierścień i róża (1986), Czterdziestolatek. 20 lat później (1993), oraz filmów fabularnych: Dzięcioł (1970), Przeprowadzka (1972), Motylem jestem, czyli romans 40-latka (1976).
W 1983 został dyrektorem Teatru Muzycznego w Gdyni. Wyreżyserował na tej scenie wielkie musicalowe przeboje: Skrzypka na dachu (premiera w 1984), Jesus Christ Superstar (1987), Les Misérables (1989), Człowieka z La Manchy (1991), Żołnierza królowej Madagaskaru (1991). Jest autorem książek: 40 lat minęło jak jeden dzień (1998), Człowiek z wieszakiem życie zawodowe i towarzyskie (2003). Był jurorem w programie Zostań Gwiazdą Filmową.
22 lipca 1964 z okazji 20-lecia Polski Ludowej otrzymał zespołową nagrodę państwową I stopnia za twórczość artystyczną w Teatrze Telewizji. Był również laureatem nagrody Super Wiktor, przyznanej w 1993 za twórczość telewizyjną. Podczas gali 42. Festiwalu Polskich Filmów Fabularnych w Gdyni (2017) otrzymał „Platynowe Lwy” za całokształt twórczości. 

## Życie prywatne
Był trzykrotnie żonaty. Pierwszą żoną była Jadwiga, z którą miał syna. Drugą żoną była anglistka Natalia. Trzecią żoną była Grażyna Lisiewska, znana z roli laborantki Marioli w serialu Czterdziestolatek. Mieli syna Pawła Gruzę, prawnika.
Zmarł 16 lutego 2020 w domu seniora w Pruszkowie w wieku 87 lat. Msza pogrzebowa reżysera odbyła się 21 lutego o godz. 11 w Kościele Środowisk Twórczych w Warszawie przy Placu Teatralnym w Warszawie. Został pochowany na Cmentarzu Wojskowym na Powązkach w Warszawie (kwatera G-Tuje-48). Autorem nagrobka jest architekt Tomasz Skorupa ("Kontrastowo").

## Filmografia
Scenarzysta i reżyser seriali:
- 1965–1966: Wojna domowa
- 1974–1977: 40-latek
- 1986: Pierścień i róża
- 1993: 40-latek. 20 lat później
- 1998: Gosia i Małgosia
- 1999, 2003: Tygrysy Europy

Scenarzysta i reżyser filmów:
- 1968: Mistrz tańca
- 1970: Na samym dnie (scenariusz)
- 1970: Dzięcioł

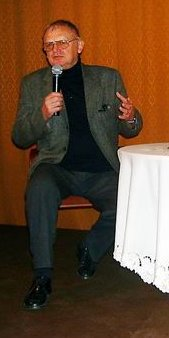
Jerzy Gruza

- 1972: Przeprowadzka (premiera 1982)
- 1973: Przyjęcie na dziesięć osób plus trzy
- 1976: Motylem jestem, czyli romans 40-latka
- 1980: Alicja (premiera 1982)
- 1982: Noc poślubna w biały dzień
- 1986: Pierścień i róża
- 2001: Gulczas, a jak myślisz...
- 2002: Yyyreek!!! Kosmiczna nominacja
- 2019: Dariusz

Reżyser Teatru Telewizji (ważniejsze pozycje):
- 1962: Sammy
- 1964: Pomyłka, proszę się wyłączyć
- 1969: Nasze miasto
- 1969: Mieszczanin szlachcicem
- 1971: Wizyta starszej pani
- 1973: Kariera Artura Ui
- 1974: Romeo i Julia
- 1977: Rewizor
- 1979: Eryk XIV
- 1995: Słomkowy kapelusz

Obsada aktorska:
- 1954: Pokolenie – żandarm ścigający Jasia na klatce schodowej
- 1970: Dzięcioł – Stacho, reżyser programu „W co się bawić”
- 1977: Czterdziestolatek – pasażer na dworcu (odc. 20)
- 1993: Czterdziestolatek. 20 lat później – mężczyzna przy słupie ogłoszeniowym (odc. 12), Waligórski (odc. 15)
- 1998: Gosia i Małgosia – 2 role: Ernest Biel-Bielecki; nieboszczka Rozwadowska
- 1999–2003: Tygrysy Europy – 2 role: Alfred Chodźko i jego brat bliźniak Stanisław
- 2001: Gulczas, a jak myślisz... – mężczyzna z balkonu
- 2002: Yyyreek!!! Kosmiczna nominacja – Rafał Psiabok-Porzeczkowski, partner Stasia
- 2019: Dariusz – Starszy

## Ordery i odznaczenia
- Krzyż Komandorski Orderu Odrodzenia Polski (pośmiertnie, 2020)[11][12]
- Złoty Medal „Zasłużony Kulturze Gloria Artis” (26 lutego 2008)[13]
- Odznaka Stowarzyszenia Autorów ZAiKS (2009)[14]